# Vujîsk, Ratne
Vujîsk (în ucraineană Вужиськ) este un sat în comuna Zamșanî din raionul Ratne, regiunea Volînia, Ucraina.

## Demografie
Componența lingvistică a localității Vujîsk
     Ucraineană (100%)
Conform recensământului din 2001, toată populația localității Vujîsk era vorbitoare de ucraineană (100%).